# Eragrostis aegyptiaca
Eragrostis aegyptiaca là một loài thực vật có hoa trong họ Hòa thảo. Loài này được (Willd.) Delile mô tả khoa học đầu tiên năm 1813.